# 杨顺 (北魏)
杨顺（466年—531年8月2日），字延和，自称是恒农郡华阴县（今陕西省华阴市）人，北魏官员。

## 生平
杨顺宽容谨慎，太和年间以员外散骑侍郎、直寝为起家官，出任员外散骑常侍、镇远将军、直阁将军、辅国将军、骁骑将军，又出任平西将军、银青光禄大夫、武卫将军、北中郎将、太仆卿。杨顺因为参与拥戴元子攸为皇帝，封三门县开国伯，华州大中正，食邑七百户。杨顺外任使持节、都督冀州诸军事、平北将军、冀州刺史。永安二年（529年），元颢攻入洛阳，杨顺跟随魏孝庄帝元子攸前往黄河以北，很快加号抚军将军，免去冀州刺史职务回朝，出任天柱府长史、征东将军、右光禄大夫、骠骑将军、左光禄大夫。普泰元年六月，尔朱世隆想要谋害杨家，诬陷杨家谋反，请求收监治罪，魏节闵帝元恭不同意，尔朱世隆又坚持不已，魏节闵帝不得已，诏令有关部门审查。七月四日（531年8月2日），尔朱世隆派兵包围洛阳依仁里杨津住宅，杨顺被杀害，时年虚岁六十六。太昌元年，朝廷追赠杨顺使持节、太尉公、录尚书事、殷相二州诸军事、相州刺史，太昌元年十一月十九日（532年12月31日）归葬于华阴家族旧墓。

## 其他
杨顺墓志所记载的得自尔朱荣时期的官衔没有反应在《魏书》的杨顺本传中，北京大学历史系教授罗新和叶炜认为这可能是北魏末年太昌以后整顿史传特意安排的，意在否定尔朱荣柄权的合法性。

## 家庭

### 十一世祖
- 杨震，东汉太尉[1]

### 六世祖
- 杨瑶，西晋侍中、尚书令[1]

### 高祖
- 杨结，石勒中山国相[1]

### 曾祖
- 杨珍，上谷郡太守[1]

### 祖父
- 杨真，清河郡太守[1]

### 父母
- 杨懿，洛州刺史、弘农简公[1]
- 乐浪王氏，幽州刺史、汝南莊公王融之女，封新昌郡君

### 兄弟姐妹
- 杨播，北魏使持节、都督定州诸军事、安北将军、定州刺史、华阴莊伯
- 杨椿，北魏侍中、车骑大将军、开府仪同三司、太保
- 杨颖，北魏华州别驾
- 杨津，北魏使持节、都督并肆燕恒云朔尉汾显九州诸军事、骠骑大将军、并州刺史、北道大行台尚书令
- 杨舒，北魏伏波将军、参太尉高阳王府事
- 杨阿难，追赠中散
- 杨𬀩，北魏安南将军、武卫将军、南北二华州大中正
- 杨氏，司空府参军事元馗之母

### 夫人
- 吕法胜，出自天水吕氏，正光四年岁次癸卯九月甲申朔廿二日乙巳因病在家中去世，虚岁六十一，当月廿六日己酉葬于华阴潼乡习仙里家族住宅的西庚地[1]

### 子女
- 杨辩，北魏平东将军、东秦州刺史
- 杨仲宣，第二子，北魏征东将军、金紫光禄大夫、正平郡太守、恒农伯
- 杨测，第四子，北魏朱衣直阁
- 杨稚卿，北魏尚书右丞
- 杨无丑，熙平三年正月十八日于白马乡因病去世，虚岁二十一，当年二月丁亥朔廿三日己酉葬于定城里[1]